# Holotrichia shizumui
Holotrichia shizumui är en skalbaggsart som beskrevs av Kobayashi 1995. Holotrichia shizumui ingår i släktet Holotrichia och familjen Melolonthidae. Inga underarter finns listade i Catalogue of Life.